# Waßmannsdorf
Waßmannsdorf è una frazione del comune tedesco di Schönefeld, nel Brandeburgo.

Conta 1 000 abitanti.

## Storia
Waßmannsdorf fu nominata per la prima volta nel 1350.

Costituì un comune autonomo fino al 2003.